# Manxrunestenene
Manske runesten eller manxrunestenene blev lavet af den norrøne befolkning på Man i løbet af vikingetiden eller middelalderen, hovedsagelig i tiden mellem 900- og 1000-tallet, og til dels ind i 1100-tallet. Til trods for Mans relative lille størrelse udmærker øen sig med mange runestene. I henhold til en optælling fra 1983 er der bevaret så mange som 26 stene på Man. Til sammenligning er det fundet 33 i hele Norge. En årsag til forskellen kan være, at den norske tradition var at lave udskæringer og skulpturer i træ, som stavkirkerne vidner om, mens de norrøne indflyttere på Man kom i kontakt med og blev påvirket af den eksisterende lokale keltiske tradition med at rejse udskårne højkors, en tradition som går tilbage til 500-tallet og med indflydelse fra Irland.
På Man har højkors tjente som gravmarkeringer og mindestene. Til dato er der fundet 204 dekorerede sten fra tidlig middelalder på Man, hvilket udgør den største koncentration af sådanne sten i denne periode. Det store flertal af disse er blevet bevaret i kirker og på kirkegårde, "cross shelters", i det sogn hvor de oprindelig blev sat op. Afstøbninger af alle stenene bliver opbevaret i Manx Museum og danner der en uvurderlig referencesamling. Hver sten bliver opbevaret som oldtidsmonumenter, og de beskyttes og forvaltes af Manx National Heritage.
Kirken på Man har ikke fordømt stene og stenkors af norrøn oprindelse som hedenske, men har i stedet har de tilskyndet optegnelsen af mennesker med kristne hensigter. Den mest almindelige formel, som går igen på hele 16 sten, er følgende: «N ... satte op dette kors til minde om M», men det er også en sten som blev rest til gavn for den, som ristede runerne.